# Cistoadenocarcinoma
Cistoadenocarcinoma é uma forma maligna de cistoadenoma, uma neoplasia maligna derivada do epitélio glandular, no qual se formam aglomerados císticos de secreções retidas. As células neoplasmáticas manifestam vários graus de anaplasia e invasividade, podendo ocorrer metástase local. Os cistoadenocarcinomas desenvolvem-se frequentemente nos ovários. Podem-se também formar no pâncreas, embora sejam consideravelmente mais raros.